# ジェッレ・デ・カプリオーリ
ジェッレ・デ・カプリオーリ（伊: Gerre de' Caprioli）は、イタリア共和国ロンバルディア州クレモナ県にある、人口約1,300人の基礎自治体（コムーネ）。

## 地理

### 位置・広がり

#### 隣接コムーネ
隣接するコムーネは以下の通り。括弧内のPCはピアチェンツァ県所属を示す。
- カステルヴェトロ・ピアチェンティーノ (PC)
- クレモーナ
- スターニョ・ロンバルド

### 気候分類・地震分類
気候分類では、zona E, 2389 GGに分類される。
また、イタリアの地震リスク階級 (it) では、zona 3 (sismicità bassa) に分類される
。